# Contrada della Vetra
La Contrada della Vetra è stata una contrada di Milano appartenente al sestiere di Porta Ticinese.

## Confini
Il confine della contrada andava dal Carrobbio a piazza Bertarelli, dove confinava con la contrada delle Cornacchie, per poi proseguire lungo corso Italia sino alla Pusterla di Sant'Eufemia, dove confinava con il sestiere di Porta Romana. Poi il confine seguiva la Cerchia dei Navigli fino alla Pusterla della Fabbrica, dove confinava con la contrada del Torchio.

## Luoghi di culto
Entro i confini della contrada si trovavano la basilica di San Lorenzo, la chiesa dei Santi Simone e Giuda, la chiesa di San Vito al Carrobbio (originariamente dedicata a san Salvatore) e la chiesa di San Pietro in Campo Lodigiano.

## Storia

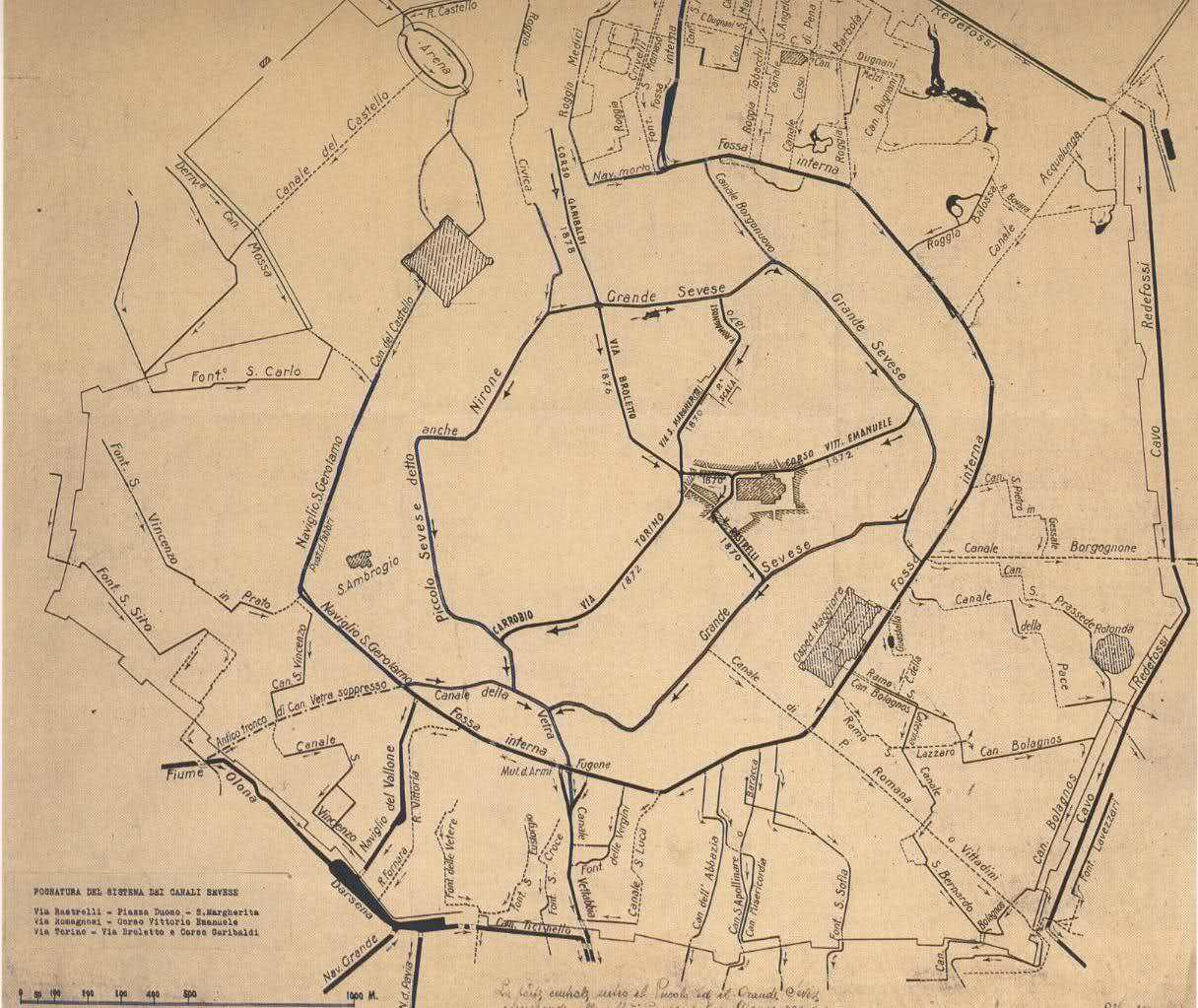
Mappa schematica del 1870 che raffigura l'idrografia di Milano con segnati i corsi d'acqua, sia naturali che artificiali, che attraversavano la città. Si possono notare anche i tracciati dei canali Vetra, Grande Sevese, Piccolo Sevese, Vettabbia, l'Olona che sfociava in Darsena, il Cavo Redefossi e la Cerchia dei Navigli (qui chiamata "Fossa interna")

Sull'origine del nome "Vetra" ci sono tre ipotesi: la prima è che derivi il suo nome della famiglia nobiliare milanese dei Vetra (o Vetula), la seconda è che la denominazione provenga dal "castrum vetus" (ovvero dal nome della più antica delle quattro fortificazioni che difendevano, insieme alle mura e alle torri, la Milano romana, e che si trovava poco lontano dalla basilica di San Lorenzo), mentre la terza coinvolge la scomparsa via Vetraschi, così chiamata dai conciatori di pelle (chiamati "vetraschi" poiché raschiavano le pelli con dei vetri), che erano particolarmente concentrati in quella via.

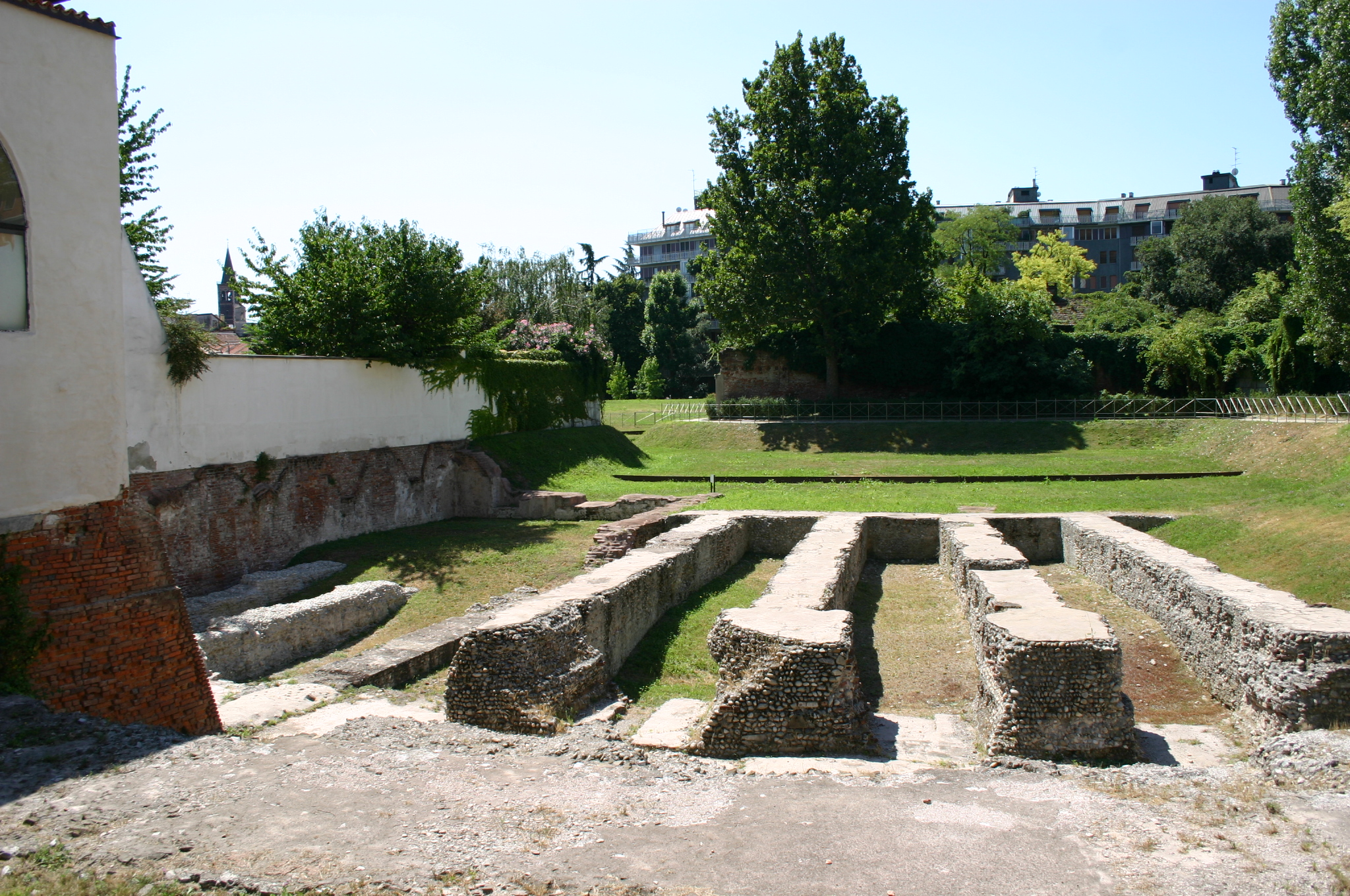
I resti dell'anfiteatro romano di Milano, risalenti alla fine del I secolo d.C. Era il terzo in capienza dell'Italia romana

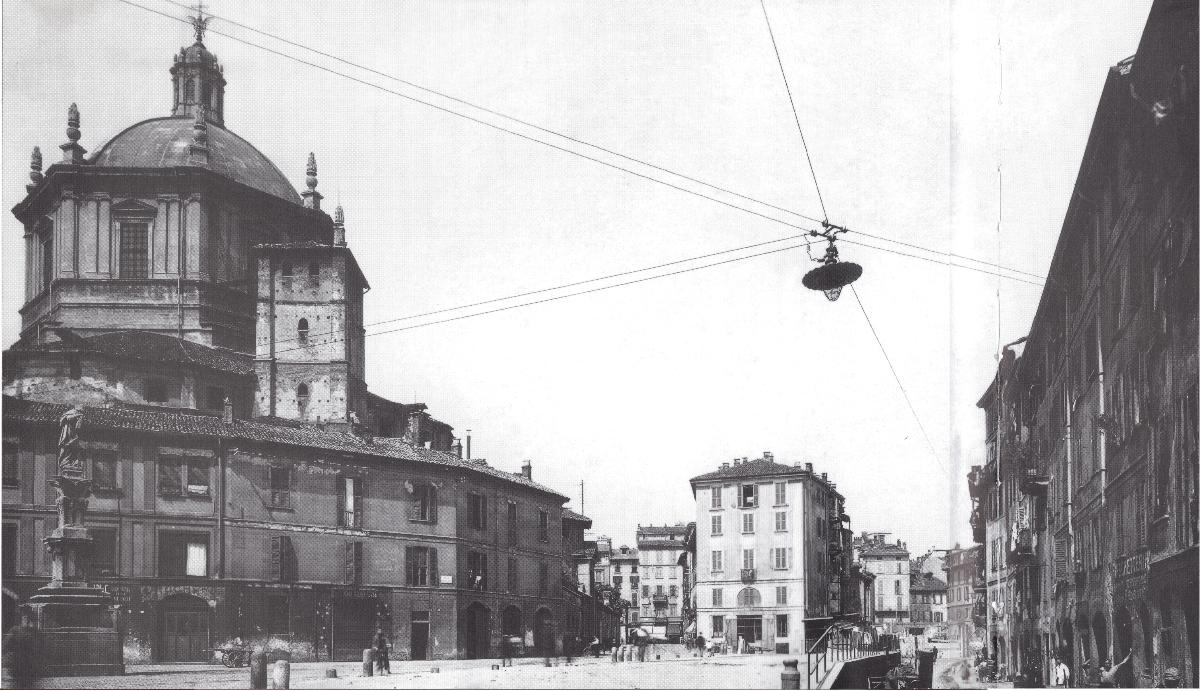
Piazza Vetra in una foto d'epoca

Dell'antico toponimo della contrada è giunta sino a noi solo la moderna piazza Vetra, che si trova adiacente alla basilica di San Lorenzo, e il nome del Canale Vetra. Un tempo il toponimo "Vetra" era anche proprio dell'attuale via Gian Giacomo Mora, che si chiamava via Vetra dei Cittadini, e della già citata via Vetraschi, continuazione della precedente. 
Il canale Vetra, detto anche canale Vepra, è un canale artificiale risalente all'epoca romana che scorre sotto il manto stradale di piazza Vetra; si forma grazie alla confluenza del Grande Sevese e del Piccolo Sevese, canali sotterranei esistenti ancora oggi che corrispondono all'antico fossato delle mura romane di Milano. Il canale Vetra dà poi origine, insieme al canale Molino delle Armi (che scorre sotto la moderna via Santa Croce) e al Fugone del Magistrato (che scorre sotto la moderna via Vettabbia), al canale Vettabbia. La confluenza tra i tre canali citati a formare la Vettabbia avviene sotto il manto stradale dell'incrocio tra via Santa Croce e via Vettabbia. 
Degno di nota fu l'ospedale della Colombetta, cui Bonvesin de la Riva diede parte delle sue sostanze, che si trovava nei pressi dell'incrocio tra via della Chiusa e via dei Vetraschi. In epoca romana, entro i confini della contrada ma fuori dalle mura medievali di Milano, si trovavano l'anfiteatro romano di Milano, grande circa l'Arena di Verona e situato tra le moderne via Olocati, via De Amicis (un tempo chiamata via Santa Maria della Vittoria) e via Arena, e la Torre dell'Imperatore, ovvero una torretta fortificata che difendeva il centro regolatore delle acque cittadine e che prendeva il nome, probabilmente, da Manuele I di Bisanzio, finanziatore della ricostruzione delle mura di Milano dopo le distruzioni operate da Federico Barbarossa nell'assedio di Milano del 1162, durante il quale vennero demolite le mura romane della città.
La contrada della Vetra è una delle zone di Milano dove sono stati trovati la maggior parte di ritrovamenti archeologici, sia oggetti seppelliti che resti di edifici, ascrivibili all'epoca romana. Tra i più celebri, ci sono le Colonne di San Lorenzo, ovvero sedici colonne con capitelli corinzi che sostengono la trabeazione. Esse provengono da edifici romani diversi e risalenti al II o III secolo. L'assemblaggio che si vede oggi fu realizzato in epoca medioevale, fra l'XI e il XII secolo: vennero trasportate nell'attuale locazione a completare la nascente basilica di San Lorenzo. Le più importanti ricerche archeologiche per scoprire a quali edifici appartenessero originariamente le colonne di San Lorenzo sono state compiute nella contrada della Vetra.